# Petrus van der Velden

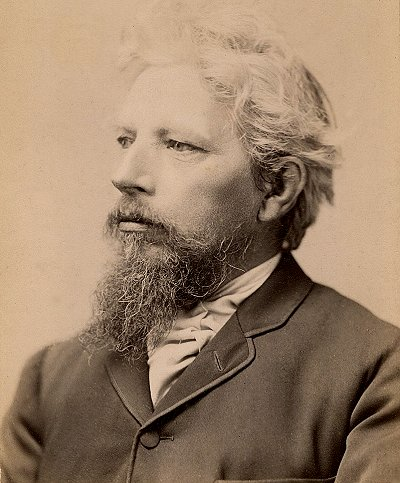
Petrus van der Velden

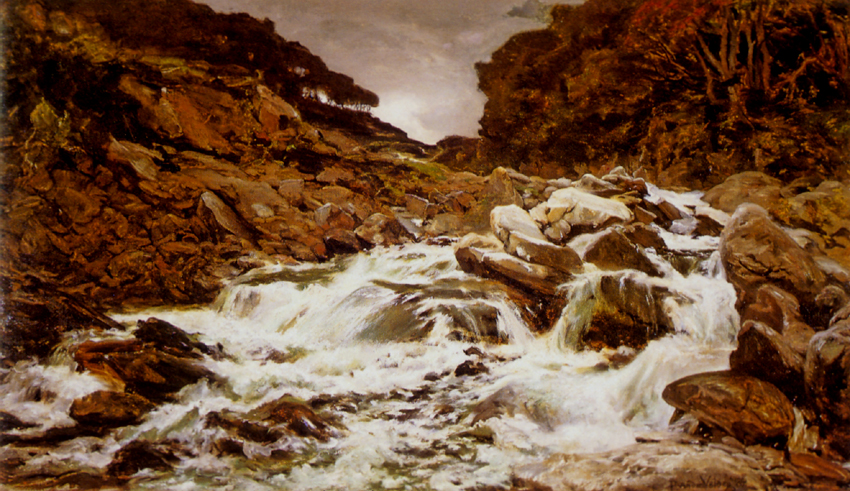
Waterval in Otira, 1891

Petrus van der Velden (Rotterdam, 5 mei 1837 - Auckland, 10 november 1913) was een Nederlands kunstschilder die de tweede helft van zijn leven in Nieuw-Zeeland woonde en werkte.
Petrus van der Velden begon zijn carrière als medewerker van de drukkerij Zijderveld en Van der Velden, maar had meer interesse in de schilderkunst. In 1868 was hij aan de Rotterdamse kunstacademie ingeschreven, het jaar daarop aan de Berlijnse, daarna werkte hij in Normandië en Dordrecht. Van 1870 tot 1873 schilderde hij voornamelijk op Marken. Van 1873 tot 1875 werkte hij in Rotterdam, en had veel exposities. Deze leidden tot contact met Jozef Israëls en verblijf in Den Haag, tot 1883. Hij was toen een schilder met goede reputatie.
Met vrouw en 3 kinderen vertrok hij in 1890 naar Nieuw-Zeeland op uitnodiging van Gerrit van Asch, die bij Christchurch (op het Zuidereiland) woonde. Rond 1892 maakte hij een schilderreis van een half jaar naar de Otira-kloof, waar hij materiaal verzamelde voor zijn mooiste Nieuw-Zeelandse schilderijen.
Van 1898 tot 1905 verbleef hij met wisselend succes in Sydney, en kwam verzwakt terug naar Wellington. In 1913 wilde hij zich in Auckland vestigen, maar overleed daar aan een hartaanval.